# شینا ناتسوکاوا
شینا ناتسوکاوا (انگلیسی: Shiina Natsukawa; ۱۸ ژوئیهٔ ۱۹۹۶ – ) صداپیشه، و خواننده اهل ژاپن بود.